# Wiefelstede
Wiefelstede (niederdeutsch Wiefelstä) ist eine Gemeinde im Landkreis Ammerland im Nordwesten von Niedersachsen. Sie liegt zwischen den Städten Oldenburg und Varel und den Gemeinden Bad Zwischenahn und Rastede.

## Geographie

### Gemeindegliederung
Die Gemeinde Wiefelstede setzt sich entsprechend der Hauptsatzung aus den Ortsteilen Bokel, Borbeck, Conneforde, Dingsfelde, Dringenburg, Gristede, Heidkamp, Herrenhausen, Hollen, Hullenhausen, Lehe, Mansholt, Metjendorf, Mollberg, Neuenkruge, Nuttel, Ofenerfeld, Spohle, Wehnerfeld, Wemkendorf, Westerholtsfelde und Wiefelstede zusammen.

### Nachbargemeinden
Die Nachbargemeinden/Städte/Landkreise von Wiefelstede:
- Bad Zwischenahn (Landkreis Ammerland)
- Landkreis Friesland
- Oldenburg (Oldenburg)
- Rastede (Landkreis Ammerland)
- Westerstede (Landkreis Ammerland)

## Geschichte

### Eingemeindungen
Am 1. Juli 1972 wurden die Dörfer Herrenhausen, Hullenhausen, Spohle und der südliche Teil von Conneforde der aufgelösten Gemeinde Varel-Land mit damals mehr als 800 Einwohnern eingegliedert. Am 1. Januar 1980 kam auch der nördliche Teil von Conneforde mit damals etwa 80 Einwohnern hinzu.

### Einwohnerentwicklung
| Jahr | Einwohner |
| ---- | --------- |
| 1998 | 12.972    |
| 1999 | 13.482    |
| 2000 | 13.616    |
| 2001 | 13.937    |
| 2002 | 14.279    |

| Jahr | Einwohner |
| ---- | --------- |
| 2003 | 14.422    |
| 2004 | 14.600    |
| 2005 | 14.646    |
| 2006 | 14.800    |
| 2010 | 15.346    |

| Jahr | Einwohner |
| ---- | --------- |
| 2012 | 15.594    |
| 2016 | 16.093    |
| 2018 | 16.781    |

## Politik

### Gemeinderat
Der Rat der Gemeinde Wiefelstede besteht aus 32 Ratsfrauen und Ratsherren. Dies ist die festgelegte Anzahl für eine Gemeinde mit einer Einwohnerzahl zwischen 15.001 und 20.000 Einwohnern.  Die Ratsmitglieder werden durch eine Kommunalwahl für jeweils fünf Jahre gewählt. Die aktuelle Amtszeit begann am 1. November 2021 und endet am 31. Oktober 2026.
Stimmberechtigt im Gemeinderat ist außerdem der hauptamtliche Bürgermeister Jörg Pieper.

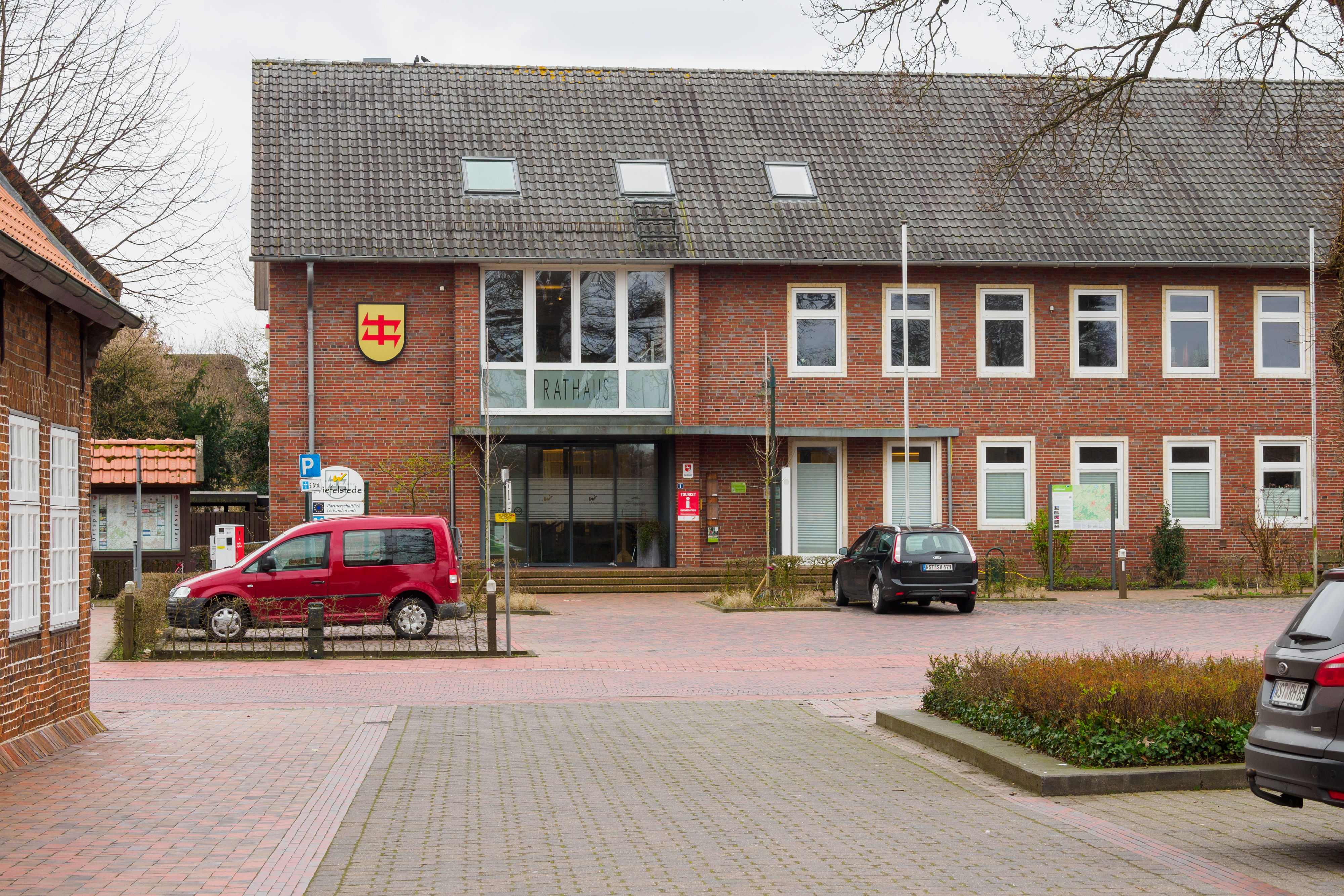
Rathaus in Wiefelstede

Die letzten Gemeinderatswahlen ergaben folgende Sitzverteilungen:
| Partei                                                        | 2021 | 2016 | 2011 |
| ------------------------------------------------------------- | ---- | ---- | ---- |
| CDU                                                           | 10   | 10   | 10   |
| SPD                                                           | 9    | 10   | 9    |
| Grüne                                                         | 5    | 4    | 5    |
| UWG1                                                          | 4    | 4    | 4    |
| FDP                                                           | 3    | 2    | 2    |
| Linke                                                         | 1    | 1    | –    |
| ALFA                                                          | –    | 1    | –    |
| _____________________ 1 Unabh. Wählergemeinschaft Wiefelstede |      |      |      |

### Bürgermeister
Seit dem 1. Oktober 2013 ist der parteilose Jörg Pieper Bürgermeister der Gemeinde. Bei der Direktwahl am 22. September 2013 erhielt er bei einer Wahlbeteiligung von 72,88 Prozent ohne Gegenkandidaten 7.381 Stimmen. Das entsprach einem Stimmenanteil von 81,46 Prozent. Pieper folgte auf den ebenfalls parteilosen Helmut Völkers, der von 1980 bis 2001 als Gemeindedirektor und von 2001 bis 2013 als hauptamtlicher Bürgermeister die Geschicke der Gemeinde leitete.

### Wappen
Das Wappen der Gemeinde Wiefelstede zeigt im goldenen Schild eine rote Wolfsangel.
Das Wappen zeigt die Farben Rot und Gold als die des Oldenburgischen Wappens in seiner ältesten Form. Die symbolische doppelte Wolfsangel wurde im Mittelalter zur Jagd auf Wölfe genutzt, die auch im Ammerland verbreitet waren. Die Wolfsangeln dienten einer bekannten Wiefelsteder Familie seit 1587 als Hausmarke. Es ist heute am Giebel des reetgedeckten „Hinnershuus“ in Wiefelstede zu finden.

### Flagge

Die Flagge der Gemeinde Wiefelstede zeigt auf goldenem Grund waagerecht einen breiten roten Balken, in der Mitte belegt mit dem Gemeindewappen.

### Städtepartnerschaften
Seit dem 7. September 2003 besteht eine Partnerschaft mit der Gemeinde Chocz im Landkreis Pleszewski in Polen.

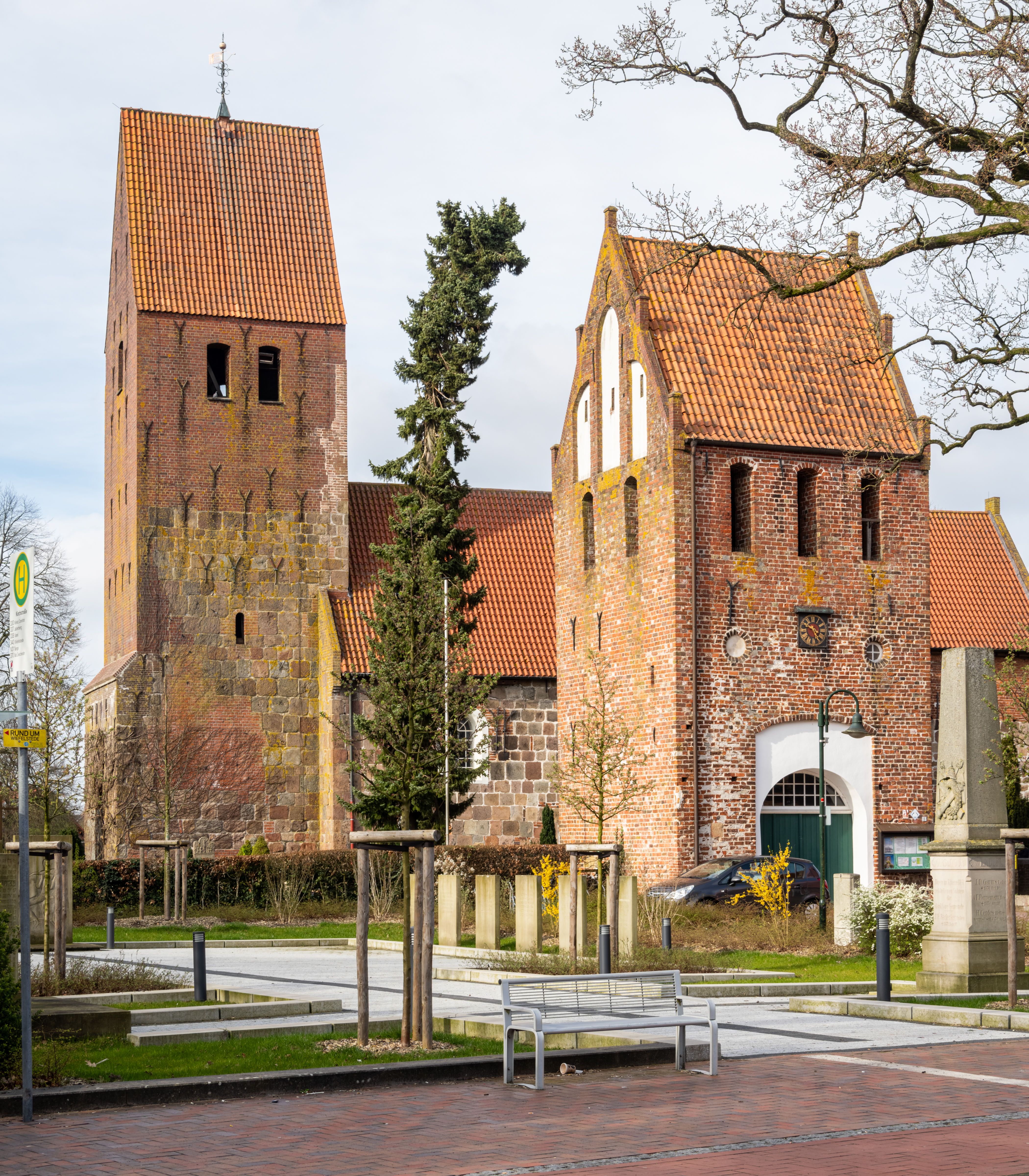
St. Johannes-Kirche mit freistehendem Glockenturm

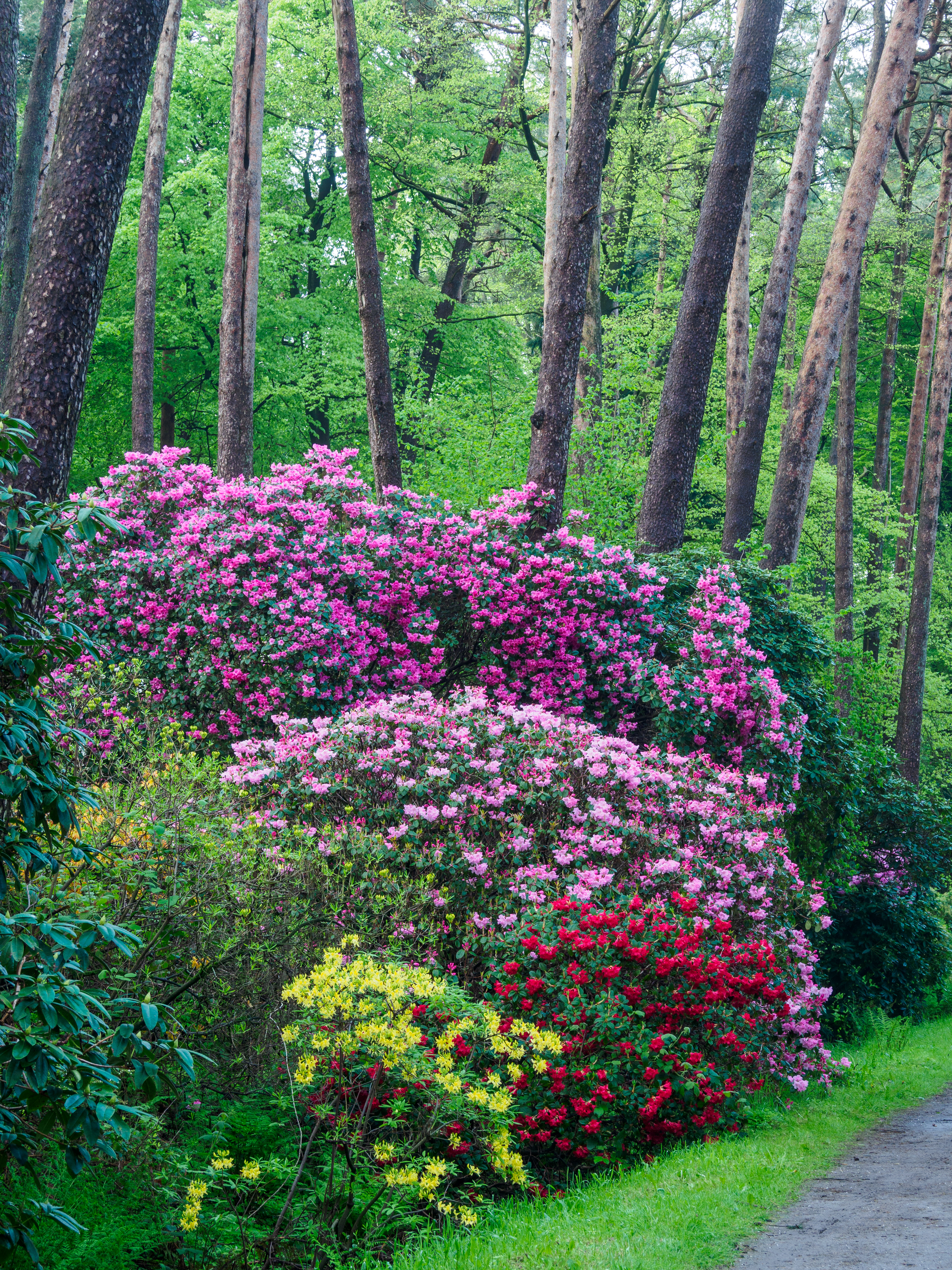
Rhododendronpark Gristede

## Kultur und Sehenswürdigkeiten

### Bauwerke
Die evangelische St.-Johannes-Kirche ist die älteste Kirche im Ammerland und wurde 1057 geweiht. Damit feierte sie im Jahr 2007 ihren 950. Geburtstag.
Im Wiefelsteder Ortsteil Wemkendorf ist das „Landschaftsfenster Wallhecken“, eines von fünf Landschaftsfenstern des Landkreises Ammerland, errichtet worden.

### Parks
Im Gristeder Wald befindet sich ein Schaupark der Baumschule Bruns, in dem eine Vielzahl von Rhododendren und Azaleen besichtigt werden kann.

### Naturdenkmäler
Mit der Aufnahme in das grenzüberschreitende Naturschutzprojekt Natura 2000 des Rates der Europäischen Gemeinschaft haben die Mansholter Büsche eine europaweite Bedeutung erlangt. Überregionale Wanderwege („Oldenburger Ringwanderweg“, „Jadeweg“) sowie Routenvorschläge der Gemeindeverwaltung Wiefelstede („Rehweg“, „Eichhörnchenweg“) führen durch dieses Wiefelsteder „landschaftliche Kleinod“.

### Regelmäßige Veranstaltungen
In jedem Jahr findet in Wiefelstede das Schützenfest des Wiefelsteder Schützenvereins statt. Dieses hat eine sehr lange Tradition und ist in fast ganz Niedersachsen bekannt. Alljährlich reisen Besucher aus ganz Deutschland an, um bei den abendlichen Events dabei zu sein. 2018 feierte Wiefelstede mit dem 125. Wiefelsteder Schützenfest ein Jubiläum. Das Fest dauerte vier Tage und bot verschiedene Attraktionen und Events.
Beim Night Festival des Schützenvereins traten unter anderem Musiker wie die Killerpilze, Torfrock oder Jennifer Rostock auf.

## Wirtschaft und Infrastruktur

### Ansässige Unternehmen

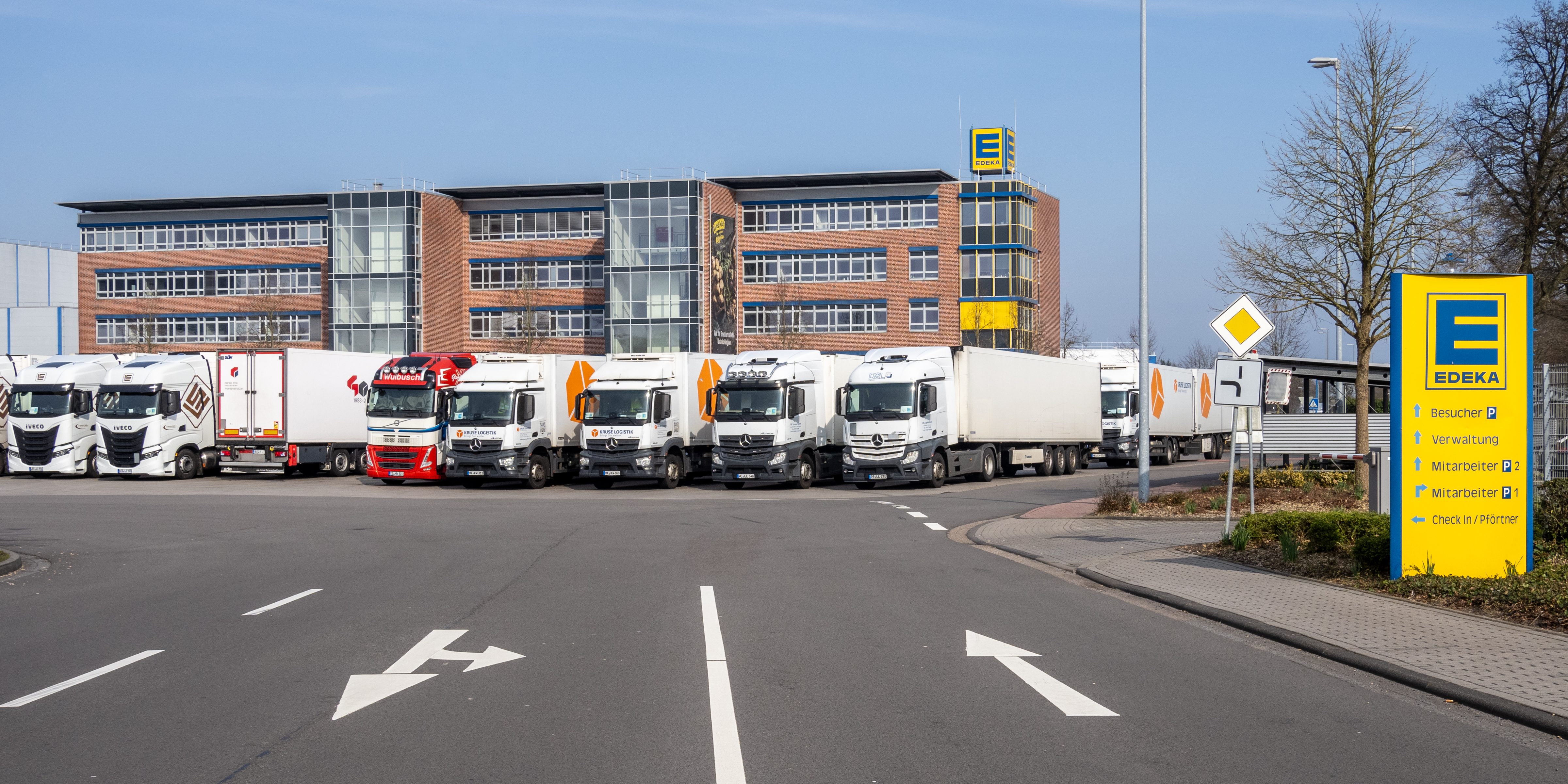
Edeka Logistikzentrum

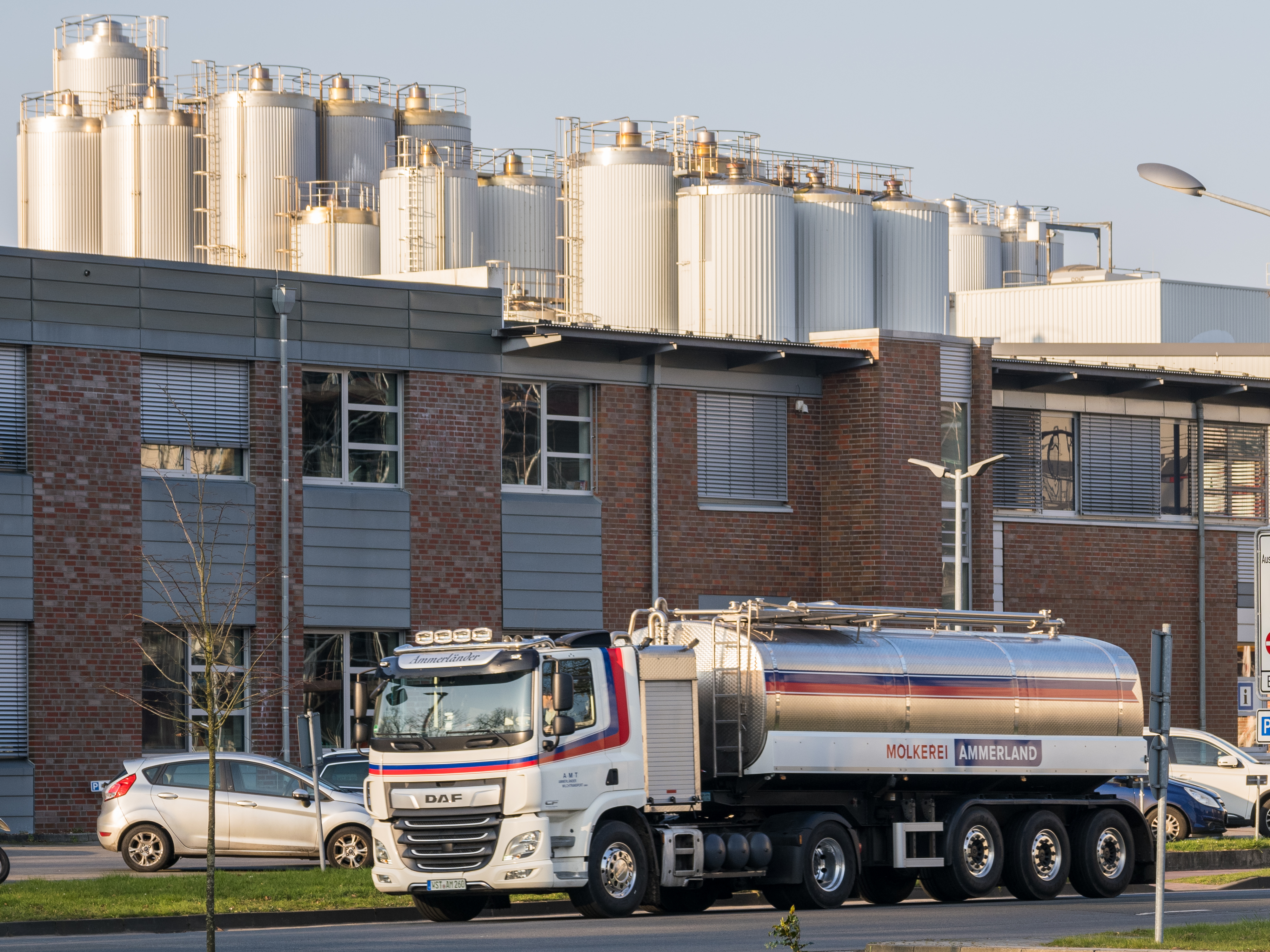
Molkerei Ammerland

Ansässig in Wiefelstede sind unter anderem die Unternehmen
- Edeka Minden-Hannover (Großlager)
- Imken (Touristik & Logistik)
- LAGER 3000 (Archivmanagement)
- Molkerei Ammerland
- Siems Fenster & Türen
- Christoffers Kulturbau
- Theodor Eberlei Maschinenhandel

### Verkehr
Bus
Buslinien verbinden Wiefelstede mit den Orten Oldenburg, Spohle, Conneforde, Rastede, Hahn-Lemden, Leuchtenburg,  Bokel, Tange und Jaderberg.
Fernstraßen
Wiefelstede ist durch die A 28 und A 29 erreichbar.
Eisenbahn
Der nächste Bahnhof ist in der Nachbargemeinde Rastede. Der nächste Fernbahnhof ist der Hauptbahnhof Oldenburg.
Solarpark Ammerland
Im Jahr 2011 wurde der ehemalige Fliegerhorst zu einem Solarpark konvertiert. Auf 57 ha Fläche wurden zwischen Juni und September insgesamt rund 196.000 Dünnschichtmodule der Firma Q-Cells mit einer Leistung von 20,8 MWp verbaut. Dies entspricht dem Jahresverbrauch von 6000 Vier-Personen-Haushalten. Eine Erweiterung um 12,4 MWp ist geplant.

## Persönlichkeiten
- August Niebour (* 29. Januar 1821 (Gut Mansholt); † 15. September 1891 in Oldenburg), Jurist, Politiker, Mitglied des Deutschen Reichstags
- Johann Hinrich Geerken (* 12. März 1855 in Wiefelstede-Bäke; † 14. April 1925 in Oldenburg), Kunstmaler
- Rudolf Bultmann (* 20. August 1884 in Wiefelstede; † 30. Juli 1976 in Marburg), luth. Theologe, bedeutender Exeget des 20. Jahrhunderts
- Wilhelm Tegtmeier (* 9. Januar 1895 in Barmen; † 6. November 1968 in Silberkamp), Professor, Graphiker, Maler, Kunsterzieher
- Heinrich Kunst (* 1905 in Ofenerfeld; † 1993 ebenda), Volksschauspieler
- Hans Graalfs (* 11. November 1915 in Wiefelstede; † 11. März 1994 in Neumünster), SS-Hauptsturmführer
- Wilfried Harms (* 3. Januar 1941 in Oldenburg; † 18. Juli 2025), Autor, Heimatforscher
- Dennis Rohde (* 24. Juni 1986 in Oldenburg), Politiker (SPD), seit 2013 Mitglied des Bundestages
- Jens Nacke (* 13. September 1971 in Oldenburg), Politiker (CDU), seit 2003 Mitglied des Niedersächsischen Landtages
- Alphonso Williams (* 20. Juli 1962 in Detroit; † 12. Oktober 2019), Gewinner der Fernsehshow „Deutschland sucht den Superstar“ (2017)
- Vivian Heisen (* 27. Dezember 1993 in Wiefelstede), Profitennisspielerin